# یاکوویوو
یاکوویوو (به صربی: Jakovljevo) یک منطقهٔ مسکونی در صربستان است که در ولاسوتینتسه واقع شده‌است. یاکوویوو ۴۶۱ نفر جمعیت دارد.